# Stenoptilia neblina
Stenoptilia neblina là một loài bướm đêm thuộc họ Pterophoridae. Loài này có ở Venezuela.
Sải cánh dài khoảng 21 mm. Con trưởng thành bay vào tháng 2.
The hostplant is unknown, but an adult was collected near Tyleria và Bonnetia plants.